# ジェメッリ
ジェメッリ(Gemelli)は、パスタの一種。名前はイタリア語の双子から来ている。
ジェメッリは、2本のチューブでできているのではなく、一本のパスタがS字型にひねってある。
ジェメッリは「ユニコーンの角」とも言われている。